# Papille dentaire
La papille dentaire est une condensation de tissu conjonctif dérivant de la crête neurale se formant au niveau des futures mâchoires au-dessous d'un agrégat cellulaire d'origine ectodermique appelé organe de l'émail. La papille dentaire apparaît après 8 à 10 semaines de vie in utero. Les cellules périphérique de la papille évolueront en odontoblastes qui serviront à former la dentine et le reste formera la pulpe dentaire.
L'organe de l'émail, la papille dentaire et le follicule dentaire forment ensemble une unité, appelée germe dentaire. Tous les tissus de la dent et de ses structures de soutien dérivent de ces trois agrégats cellulaires.